# KODA KUMI "ETERNITY〜Love & Songs〜"at Billboard Live
『KODA KUMI "ETERNITY〜Love & Songs〜"at Billboard Live』(コウダクミ "エターニティー〜ラブ アンド ソングス〜" アット ビルボード ライブ)は日本の歌手倖田來未のライブ・ビデオ。

## 解説
ライブ映像作品としては、『KODA KUMI LIVE TOUR 2010 〜UNIVERSE〜』より約半年振りとなる。
東京、大阪にて4日間、16公演に渡自身初のビルボードライブでの様子が納められた。

## 収録曲（DVD・Blu-ray）
1. SWEET MEMORIES
2. TATTOO
3. Break it down
4. MORE
5. 愛のうた
6. 好きで、好きで、好きで。
7. 0時前のツンデレラ
8. 愛のことば
9. magic
10. You're So Beautiful
11. 小さな恋のうた
12. め組のひと
13. BE MY BABY
14. 走れ!

- Billboard Live Documentary Movie

## KODA KUMI "ETERNITY〜Love & Songs〜"at Billboard Live (ライブ・アルバム)
『KODA KUMI "ETERNITY〜Love & Songs〜"at Billboard Live』(コウダクミ "エターニティー〜ラブ アンド ソングス〜"アット ビルボード ライブ)は日本の歌手倖田來未のライブ・アルバム。

### 解説
本ライブの音源が収録されており、『KODA KUMI Premium Night 〜Love & Songs〜』『KODA KUMI LIVE TOUR 2008 〜Kingdom〜』『KODA KUMI LIVE TOUR 2009 〜TRICK〜』『KODA KUMI LIVE TOUR 2010 〜UNIVERSE〜』『KODA KUMI 10th Anniversary 〜FANTASIA〜 in TOKYO DOME』との同時発売となっており、いずれもファンクラブ限定、レンタル限定盤での発売となっている。

### 収録曲
1. SWEET MEMORIES
2. TATTOO
3. Break it down
4. MORE
5. 愛のうた
6. 好きで、好きで、好きで。
7. 0時前のツンデレラ
8. 愛のことば
9. magic
10. You're So Beautiful
11. 小さな恋のうた
12. め組のひと
13. BE MY BABY
14. 走れ!